# Metrica di Friedmann-Lemaître-Robertson-Walker
La metrica di Friedmann-Lemaître-Robertson-Walker (FLRW) è una soluzione esatta dell'equazione di campo di Einstein della relatività generale che descrive un universo omogeneo, isotropo, in espansione (o in contrazione), connesso, ma non necessariamente semplicemente connesso. La forma generale della metrica segue dalle proprietà geometriche di omogeneità e isotropia; le equazioni di campo di Einstein sono necessarie solo per ricavare il fattore di scala dell'universo in funzione del tempo. 
La metrica prende il nome dai quattro scienziati Aleksandr Fridman, Georges Lemaître, Howard Percy Robertson e Arthur Geoffrey Walker. A seconda di preferenze storiche o geografiche, viene anche chiamata di Friedmann,  di Friedmann–Robertson–Walker (FRW), di Robertson–Walker (RW) o  di Friedmann–Lemaître (FL). Questo modello è talvolta chiamato il modello standard della cosmologia moderna, sebbene questo sia anche un nome alternativo del modello Lambda-CDM. Il modello FLRW fu sviluppato indipendentemente dagli autori sopraccitati tra gli anni '20 e '30 del XX secolo.

## Metrica generale
La metrica FLRW parte dall'assunzione di omogeneità e isotropia dello spazio. Si presuppone inoltre che la componente spaziale della metrica possa essere dipendente dal tempo. La metrica generica che soddisfa queste condizioni è
{\displaystyle -c^{2}\mathrm {d} \tau ^{2}=-c^{2}\mathrm {d} t^{2}+{a(t)}^{2}\mathrm {d} \mathbf {\Sigma } ^{2}}
dove {\displaystyle \mathbf {\Sigma } } si estende su uno spazio tridimensionale di curvatura uniforme, ovvero spazio ellittico, spazio euclideo o spazio iperbolico . Normalmente è scritto come una funzione di tre coordinate spaziali, ma ci sono diverse convenzioni per farlo, dettagliate di seguito. {\displaystyle \mathrm {d} \mathbf {\Sigma } } non dipende da t - tutta la dipendenza dal tempo è nella funzione a(t), nota come "fattore di scala".

### Coordinate polari a circonferenza ridotta
Nelle coordinate polari a circonferenza ridotta la metrica spaziale ha la forma
{\displaystyle \mathrm {d} \mathbf {\Sigma } ^{2}={\frac {\mathrm {d} r^{2}}{1-kr^{2}}}+r^{2}\mathrm {d} \mathbf {\Omega } ^{2},\quad {\text{dove }}\mathrm {d} \mathbf {\Omega } ^{2}=\mathrm {d} \theta ^{2}+\sin ^{2}\theta \,\mathrm {d} \phi ^{2}.}
k è una costante che rappresenta la curvatura dello spazio. Esistono due convenzioni di unità comuni:
- k può essere assunto per avere unità di lunghezza−2, nel qual caso r ha unità di lunghezza e a(t) è senza unità. k è quindi la curvatura gaussiana dello spazio nel momento in cui a(t) = 1. r è talvolta chiamata circonferenza ridotta perché è uguale alla circonferenza misurata di un cerchio (a quel valore di r ), centrata all'origine, diviso per 2 π (come la r delle coordinate di Schwarzschild). Dove appropriato, a(t) viene spesso scelto come 1 nell'attuale era cosmologica, quindi {\displaystyle \mathrm {d} \mathbf {\Sigma } } misura la distanza comovente.
- In alternativa, si può ritenere che k appartenga all'insieme {−1,0, + 1} (rispettivamente per curvatura negativa, zero e positiva). Allora r è senza unità e a(t) ha unità di lunghezza. Quando k = ± 1, a (t) è il raggio di curvatura dello spazio e può anche essere scritto R(t).

Uno svantaggio delle coordinate di circonferenza ridotte è che coprono solo metà delle 3 sfere in caso di curvatura positiva: le circonferenze oltre quel punto iniziano a diminuire, portando alla degenerazione. (Questo non è un problema se lo spazio è ellittico, cioè una 3-sfera con punti opposti identificati.)

### Coordinate ipersferiche
Nelle coordinate ipersferiche o normalizzate in curvatura la coordinata r è proporzionale alla distanza radiale; si ha
{\displaystyle \mathrm {d} \mathbf {\Sigma } ^{2}=\mathrm {d} r^{2}+S_{k}(r)^{2}\,\mathrm {d} \mathbf {\Omega } ^{2}}
dove {\displaystyle \mathrm {d} \mathbf {\Omega } } è come prima e
{\displaystyle S_{k}(r)={\begin{cases}{\sqrt {k}}^{\,-1}\sin(r{\sqrt {k}}),&k>0\\r,&k=0\\{\sqrt {|k|}}^{\,-1}\sinh(r{\sqrt {|k|}}),&k<0.\end{cases}}}
Come prima, ci sono due convenzioni di unità comuni:
- k può essere assunto per avere unità di lunghezza −2, nel qual caso r ha unità di lunghezza e a(t) è senza unità. k è quindi la curvatura gaussiana[non chiaro] dello spazio nel momento in cui a(t) = 1. Dove appropriato, a(t) viene spesso scelto come 1 nell'attuale era cosmologica, quindi {\displaystyle \mathrm {d} \mathbf {\Sigma } } misura la distanza comovente.
- In alternativa, come prima, k può essere considerato come appartenente all'insieme {−1,0, + 1} (rispettivamente per curvatura negativa, zero e positiva). Allora r è senza unità e a(t) ha unità di lunghezza. Quando k = ± 1, a(t) è il raggio di curvatura dello spazio e può anche essere scritto R(t). Nota che quando k = +1, r è essenzialmente un terzo angolo insieme a θ e φ . La lettera χ può essere usata al posto di r .

Sebbene di solito sia definito a tratti come sopra, S è una funzione analitica sia di k che di r . Può anche essere scritto come una serie di potenze
{\displaystyle S_{k}(r)=\sum _{n=0}^{\infty }{\frac {(-1)^{n}k^{n}r^{2n+1}}{(2n+1)!}}=r-{\frac {kr^{3}}{6}}+{\frac {k^{2}r^{5}}{120}}-\cdots }
o come
{\displaystyle S_{k}(r)=r\operatorname {sinc} (r{\sqrt {k}}),}
dove sinc è la funzione sinc non normalizzata e {\displaystyle {\sqrt {k}}} è una delle radici quadrate immaginarie, zero o reali di k . Queste definizioni sono valide per tutti i file k .

### Coordinate cartesiane
Quando k = 0 si può scrivere semplicemente
{\displaystyle \mathrm {d} \mathbf {\Sigma } ^{2}=\mathrm {d} x^{2}+\mathrm {d} y^{2}+\mathrm {d} z^{2}.}
Questo può essere esteso a k ≠ 0 definendo
{\displaystyle x=r\cos \theta \,} ,
{\displaystyle y=r\sin \theta \cos \phi \,}, e
{\displaystyle z=r\sin \theta \sin \phi \,} ,
dove r è una delle coordinate radiali definite sopra, ma questo è raro.

## Curvatura

### Coordinate cartesiane
Nello spazio FLRW piatto {\displaystyle (k=0)} utilizzando coordinate cartesiane, le componenti non nulle del tensore di Ricci sono
{\displaystyle R_{tt}=-3{\frac {\ddot {a}}{a}},\quad R_{xx}=R_{yy}=R_{zz}=c^{-2}(a{\ddot {a}}+2{\dot {a}}^{2})}
e lo scalare di Ricci è
{\displaystyle R=6c^{-2}\left({\frac {{\ddot {a}}(t)}{a(t)}}+{\frac {{\dot {a}}^{2}(t)}{a^{2}(t)}}\right).}

### Coordinate sferiche
Nello spazio FLRW più generale che utilizza coordinate sferiche (chiamate "coordinate polari a circonferenza ridotta" sopra), le componenti non nulle del tensore di Ricci sono
{\displaystyle R_{tt}=-3{\frac {\ddot {a}}{a}},}
{\displaystyle R_{rr}={\frac {c^{-2}(a(t){\ddot {a}}(t)+2{\dot {a}}^{2}(t))+2k}{1-kr^{2}}}}
{\displaystyle R_{\theta \theta }=r^{2}(c^{-2}(a(t){\ddot {a}}(t)+2{\dot {a}}^{2}(t))+2k)}
{\displaystyle R_{\phi \phi }=r^{2}(c^{-2}(a(t){\ddot {a}}(t)+2{\dot {a}}^{2}(t))+2k)\sin ^{2}(\theta )}
e lo scalare di Ricci è
{\displaystyle R=6\left({\frac {{\ddot {a}}(t)}{c^{2}a(t)}}+{\frac {{\dot {a}}^{2}(t)}{c^{2}a^{2}(t)}}+{\frac {k}{a^{2}(t)}}\right).}

## Soluzioni
Le equazioni di campo di Einstein non vengono utilizzate per derivare la forma generale della metrica, che invece segue esclusivamente dalle proprietà geometriche di omogeneità e isotropia. Tuttavia, per determinare l'evoluzione temporale di {\displaystyle a(t)} bisogna applicare le equazioni di campo di Einstein insieme a un modo per calcolare la densità, {\displaystyle \rho (t),} come un'equazione di stato cosmologica.
Quando si assume che il tensore energia impulso sia omogeneo e isotropo, questa metrica ha una soluzione analitica alle equazioni di campo di Einstein
{\displaystyle G_{\mu \nu }+\Lambda g_{\mu \nu }={\frac {8\pi G}{c^{4}}}T_{\mu \nu }}
dando le equazioni di Friedmann. Le equazioni risultanti sono:
{\displaystyle \left({\frac {\dot {a}}{a}}\right)^{2}+{\frac {kc^{2}}{a^{2}}}-{\frac {\Lambda c^{2}}{3}}={\frac {8\pi G}{3}}\rho }
{\displaystyle 2{\frac {\ddot {a}}{a}}+\left({\frac {\dot {a}}{a}}\right)^{2}+{\frac {kc^{2}}{a^{2}}}-\Lambda c^{2}=-{\frac {8\pi G}{c^{2}}}p.}
Queste equazioni sono la base del modello cosmologico standard del Big Bang che comprende l'attuale modello Lambda-CDM. Poiché il modello FLRW presuppone l'omogeneità, alcuni resoconti popolari affermano erroneamente che il modello del Big Bang non può spiegare la "grumosità" dell'universo osservata. In un modello rigorosamente FLRW, non ci sono ammassi di galassie, stelle o persone, poiché si tratta di oggetti molto più densi di una parte tipica dell'universo. Tuttavia, il modello FLRW viene utilizzato come prima approssimazione per l'evoluzione dell'universo reale perché è semplice da calcolare, e modelli che calcolano la grumosità nell'universo vengono aggiunti ai modelli FLRW come estensioni. La maggior parte dei cosmologi concorda sul fatto che l'universo osservabile sia ben approssimato da un modello quasi FLRW, cioè un modello che segue la metrica FLRW a parte le fluttuazioni di densità primordiali. Al 2003, le implicazioni teoriche delle varie estensioni al modello FLRW sembrano essere ben comprese e l'obiettivo è renderle coerenti con le osservazioni di COBE e WMAP.

### Interpretazione
La coppia di equazioni data sopra è equivalente alla seguente coppia di equazioni
{\displaystyle {\dot {\rho }}=-3{\frac {\dot {a}}{a}}\left(\rho +{\frac {p}{c^{2}}}\right)}
{\displaystyle {\frac {\ddot {a}}{a}}=-{\frac {4\pi G}{3}}\left(\rho +{\frac {3p}{c^{2}}}\right)+{\frac {\Lambda c^{2}}{3}}}
con {\displaystyle k}, l'indice di curvatura spaziale, che funge da costante di integrazione per la prima equazione.
La prima equazione può essere derivata anche da considerazioni termodinamiche ed è equivalente al primo principio della termodinamica, assumendo che l'espansione dell'universo sia un processo adiabatico (che è implicitamente assunto nella derivazione della metrica di Friedmann-Lemaître-Robertson-Walker).
La seconda equazione afferma che sia la densità di energia che la pressione causano la diminuzione del tasso di espansione dell'universo {\displaystyle {\dot {a}}}, cioè, entrambi causano una decelerazione nell'espansione dell'universo. Questa è una conseguenza della gravità, con la pressione che gioca un ruolo simile a quello della densità di energia (o massa), secondo i principi della relatività generale . La costante cosmologica, invece, provoca un'accelerazione nell'espansione dell'universo.

### Costante cosmologica
Il termine di costante cosmologica può essere omesso se si apportano le seguenti sostituzioni
{\displaystyle \rho \rightarrow \rho +{\frac {\Lambda c^{2}}{8\pi G}}}
{\displaystyle p\rightarrow p-{\frac {\Lambda c^{4}}{8\pi G}}.}
Pertanto, la costante cosmologica può essere interpretata come derivante da una forma di energia che ha una pressione negativa, uguale in grandezza alla sua densità di energia (positiva):
{\displaystyle p=-\rho c^{2}.\,}
Tale forma di energia, che generalizza la nozione di costante cosmologica, è nota come energia oscura. Infatti, per ottenere un termine che provochi un'accelerazione dell'espansione dell'universo, è sufficiente avere un campo scalare che soddisfi
{\displaystyle p<-{\frac {\rho c^{2}}{3}}.\,}
Un tale campo è talvolta chiamato quintessenza.

### Interpretazione newtoniana
Questa interpretazione è dovuta a McCrea e Milne, sebbene a volte sia erroneamente attribuita a Friedmann. Le equazioni di Friedmann sono equivalenti a questa coppia di equazioni:
{\displaystyle -a^{3}{\dot {\rho }}=3a^{2}{\dot {a}}\rho +{\frac {3a^{2}p{\dot {a}}}{c^{2}}}\,}
{\displaystyle {\frac {{\dot {a}}^{2}}{2}}-{\frac {G{\frac {4\pi a^{3}}{3}}\rho }{a}}=-{\frac {kc^{2}}{2}}\,.}
La prima equazione dice che la diminuzione della massa contenuta in un cubo fisso (il cui lato è momentaneamente a) è la quantità che esce dai lati a causa dell'espansione dell'universo più l'equivalente di massa del lavoro svolto dalla pressione contro il materiale essere espulsi. Questa è la conservazione della massa-energia (primo principio della termodinamica) contenuta in una parte dell'universo.
La seconda equazione dice che l'energia cinetica (vista dall'origine) di una particella di massa unitaria che si muove con l'espansione più la sua energia potenziale gravitazionale (negativa) (relativa alla massa contenuta nella sfera di materia più vicina all'origine) è uguale a una costante correlata alla curvatura dell'universo. In altre parole, viene conservata l'energia (relativa all'origine) di una particella in movimento in caduta libera. La relatività generale aggiunge semplicemente una connessione tra la curvatura spaziale dell'universo e l'energia di una tale particella: l'energia totale positiva implica una curvatura negativa e l'energia totale negativa implica una curvatura positiva.
Si presume che il termine di costante cosmologica sia trattato come energia oscura e quindi fuso nei termini di densità e pressione.
Durante l'epoca di Planck, non si possono trascurare gli effetti quantistici, che potrebbero causare una deviazione dalle equazioni di Friedmann.

## Nome e storia
Il matematico sovietico Aleksandr Aleksandrovič Fridman per primo derivò i principali risultati del modello FLRW nel 1922 e nel 1924. Sebbene la prestigiosa rivista di fisica Zeitschrift für Physik avesse pubblicato il suo lavoro, esso rimase relativamente inosservato ai suoi contemporanei. Friedmann era in comunicazione diretta con Albert Einstein, che, per conto di Zeitschrift für Physik, fungeva da arbitro scientifico del lavoro di Friedmann. Alla fine Einstein riconobbe la correttezza dei calcoli di Friedmann, ma non riuscì ad apprezzare il significato fisico delle sue predizioni.
Friedmann morì nel 1925. Nel 1927, Georges Lemaître, sacerdote belga, astronomo e professore di fisica presso l'Università Cattolica di Lovanio, arrivò indipendentemente a risultati simili a quelli di Friedmann e li pubblicò negli Annales de la Société Scientifique de Bruxelles ("Annali della società scientifica di Bruxelles"). Di fronte alle prove osservative per l'espansione dell'universo ottenute da Edwin Hubble alla fine degli anni '20, i risultati di Lemaître furono notati in particolare da Arthur Eddington, e nel 1930-1931 l'articolo di Lemaître fu tradotto in inglese e pubblicato in Monthly Notices of the Royal Astronomical Society.
Lo statunitense Howard Percy Robertson e il britannico Arthur Geoffrey Walker esplorarono ulteriormente il problema negli anni '30. Nel 1935 Robertson e Walker dimostrarono rigorosamente che la metrica FLRW è l'unica su uno spaziotempo spazialmente omogeneo e isotropo (come notato sopra, questo è un risultato geometrico e non è legato specificamente alle equazioni della relatività generale, che sono sempre state assunte di Friedmann e Lemaître).
Questa soluzione, spesso chiamata metrica di Robertson-Walker poiché ne hanno dimostrato le proprietà generiche, è diversa dai modelli dinamici "Friedmann-Lemaître", che sono soluzioni specifiche per a(t) che assumono che gli unici contributi all'energia-impulso siano materia fredda ("polvere"), radiazione e una costante cosmologica.

## Il raggio dell'universo di Einstein
Il raggio dell'universo di Einstein è il raggio di curvatura dello spazio dell'universo di Einstein, un modello statico abbandonato da tempo che avrebbe dovuto rappresentare il nostro universo in forma idealizzata. Mettendo
{\displaystyle {\dot {a}}={\ddot {a}}=0}
nell'equazione di Friedmann, il raggio di curvatura dello spazio di questo universo (raggio di Einstein) è 
{\displaystyle R_{E}=c/{\sqrt {4\pi G\rho }}} ,
dove {\displaystyle c} è la velocità della luce, {\displaystyle G} è la costante di gravitazione universale, e {\displaystyle \rho } è la densità dello spazio di questo universo. Il valore numerico del raggio di Einstein è dell'ordine di 1010 anni luce.

## Evidenze sperimentali
Combinando i dati di osservazione di alcuni esperimenti come WMAP e Planck Surveyor con i risultati teorici del teorema di Ehlers-Geren-Sachs e la sua generalizzazione, gli astrofisici ora concordano sul fatto che l'universo è quasi omogeneo e isotropo (se mediato su una scala molto ampia) e quindi quasi uno spaziotempo FLRW.